# Zeeuwse Gasmaatschappij
De Zeeuwse Gasmaatschappij (ZEGAM), niet te verwarren met de in 1934 opgerichte Zeeuwsche Gasmaatschappij (Zegam), was een distributiebedrijf voor aardgas in de provincie Zeeland. De ZEGAM werd opgericht in 1965. Het bedrijf fuseerde per 1 januari 1970 met de Provinciale Zeeuwsche Electriciteits-Maatschappij (PZEM) tot de "Provinciale Zeeuwsche Energie Maatschappij".

## Oprichting en doel
De ZEGAM werd als Naamloze vennootschap opgericht op 16 maart 1965 op initiatief van de provincie Zeeland. De onderneming besloeg de hele provincie, met uitzondering van de gemeente Middelburg. Doel was het opzetten, in stand houden en beheren van een distributienet voor aardgas van de Nederlandse Gasunie in de hele provincie, ter vervanging van het tot dan toe gebruikelijke lichtgas. Daartoe werden bestaande, voornamelijk gemeentelijke, gasbedrijven samengevoegd. De beoogde samenwerking met de PZEM stuitte op grote bezwaren van de kant van de gasbedrijven, die vreesden voor een te groot overwicht en een te grote invloed van de PZEM. Tussen de gemeenten en de provincie kwam het wel tot samenwerking.
Het oprichtingskapitaal was één miljoen gulden, verdeeld in duizend aandelen van duizend gulden. Alleen gemeenten in het distributiegebied en de provincie konden aandeelhouder worden. Van de aandelen was 65% in handen van de Zeeuwse gemeenten, 35% van de provincie Zeeland. Aanvankelijk was een verhouding van 60% tegen 40% gedacht. Alle beleidsbeslissingen, inclusief de bestemming van de winst, werden bepaald in de algemene vergadering van aandeelhouders, waarbij elk aandeel recht gaf op het uitbrengen van één stem.

## Bedrijfsvoering
Het distributiegebied was verdeeld in drie districten:
- District Noord: Schouwen-Duiveland en Zuid-Beveland
- District West: Walcheren
- District Zuid: Zeeuwsch-Vlaanderen

De bedrijfsgebouwen van de districten waren gevestigd in respectievelijk Goes, Vlissingen en Axel.
Het hoofdtransport werd verzorgd door de Gasunie; het regionale netbeheer door de ZEGAM. Op 31 december 1966 waren in de gemeenten Terneuzen, Axel, Hulst en Sint Jansteen 8.064 aansluitingen omgebouwd van lichtgas naar aardgas. In 1967 kwamen er 27.895 aansluitingen in Zeeland bij. Ook tot dan gasloze gebieden werden aangesloten. Alleen Schouwen-Duiveland bleef vooralsnog verstoken van aardgas.

## Fusie met de PZEM
In 1967 werd onderzocht of het alsnog kon komen tot een samenwerking of fusie met de Provinciale Zeeuwsche Electriciteits-Maatschappij. In plaats van PZEM en ZEGAM beide op te heffen en een nieuw energiebedrijf op te richten, bleek het voordeliger te zijn een fusie aan te gaan en alleen ZEGAM te liquideren, waarbij alle onderdelen en middelen overgingen naar PZEM. Na een jarenlang voorbereidingsproces werden beide bedrijven per 1 januari 1970 gefuseerd tot de "Provinciale Zeeuwsche Energie Maatschappij".